# Янис Антониадис (художник)
Йоанис (Янис) Антониадис (на гръцки: Γιάννης Αντωνιάδης) е гръцки художник.

## Биография
Достис е роден в 1935 година в леринското село Раково (Кратеро). Учи в Атинското училище за изящни изкуства и посещава работилницата на Михаил Томброс. Завършва следдипломно обучение във Флоренция. След това изучава народна - традиционна архитектура и скулптура, черпейки вдъхновение от Лерин. Той се посвещава на фриза, от който се появяват поредица от рисунки с реалистична прецизност и яснота, завършени с човешкото измерение. Антониадис е автор на много изложби.
Умира в 2001 година.